# Cima Tosa
Cima Tosa (3136 m n. m.) je hora ve Východních Alpách v severní Itálii v provincii Trentino. Je po Cima Brenta druhou nejvyšší horou alpské skupiny Brenta. Do začátku 21. století zaujímala v tomto pohoří místo první, a to s uváděnou nadmořskou výškou 3173 metrů. Tato výška je stále uváděna v mnohých mapách a prvenství stále zmiňováno v mnoha textech. Vrchol Cima Tosa tvořila mocná ledová čepice, jejíž dramatický úbytek vlivem oteplování způsobil snížení vrcholu, zatímco skalnatý vrchol konkurenční Brenty poklesnout nemohl. Rozměrové parametry pohoří byly přeměřeny metodou leteckého skenování LIDAR. Kromě snížení vrcholu Cima Tosca byl zjištěn i posuv vrcholu Cima Brenta na sever. Topografické změny se netýkají pouze těchto vrcholů. Změna pořadí též horu vyřazuje ze seznamu nejvyšších ultraprominentních vrcholů v Evropě.

## Původ jména
Pastýři v okolních údolích dohlédli pouze na bílý vzdálený vrchol, těžce rozlišitelný od bílých mraků. Ze západních směrů hora v mracích působila jako lidská postava s rozcuchanými dlouhými vlasy. Tak hora získala jméno Tosa – Dívka.

## Charakteristika

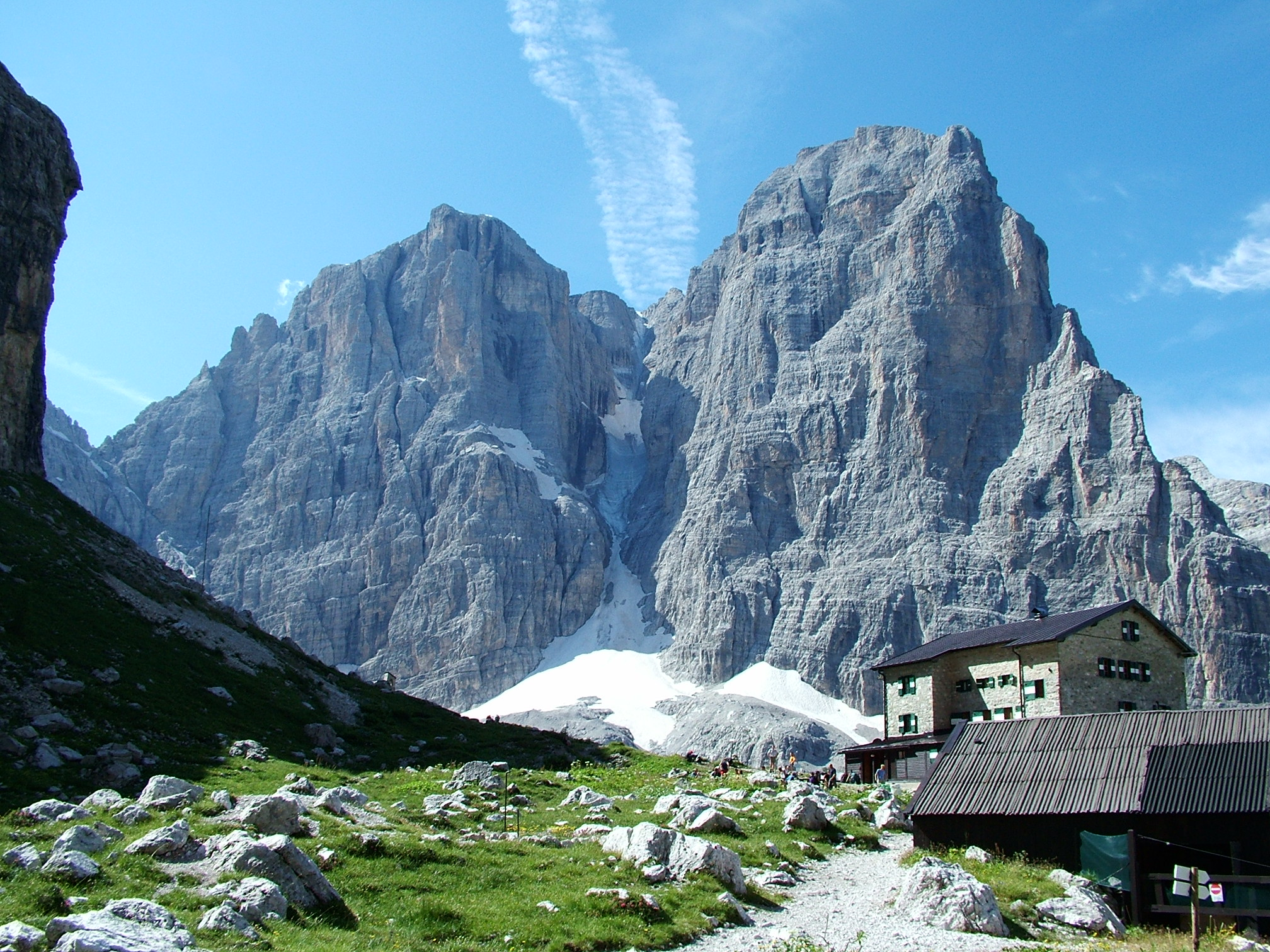
Horská chata Brentei, jedno možných z výchozích míst výstupu na vrchol Cima Tosa

Vzhled hory se velmi mění podle směru pohledu, ale je vždy impozantní. Nejsnáze přístupná je jihovýchodní strana, tvořená strmým skalnatým zářezem, jehož zásyp redukuje svislé stěny na minimum. Nejpůsobivější je severní strana, tvořená rozlehlou a složitou stěnou, která se tyčí téměř svisle v délce přes 800 m.
Nejbližší panorama představuje celý rozeklaný labyrint skalních útesů skupiny Brenta. Delší pohled západním směrem představuje skupinu Adamallo-Presanella, jihovýchodním směrem lze dohlédnou hladiny Gardského jezera, na východě se v blízkosti objevuje robustní Piz Galin a strmá rokle s vrcholem Croz del Altissimo, dále přes masiv Paganella lze zahlédnout vrcholy Dolomit. Na severu se objevují horstva na italsko-rakouském pomezí.

## Výstupy
Jako první vystoupil na vrchol 20. července 1865 právník, botanik a horolezec z údolí Primiero Giuseppe Loss (1831- 1880), se šesti dalšími horolezci v lanovém týmu, cestou z Val d'Ambiez. K této tzv. normální trase, vedoucí od jihovýchodu, později přibyly i výstupové cesty ze severu a ze západu. První zimní výstup se datuje k 26. prosinci 1904. Výstup na Cima Tosa v roce 1865 byl prvním výstupem na vrchol centrální skupiny Brenta.